# Zapora Kossou
Zapora Kossou – zapora i elektrownia wodna na rzece Bandama w środkowej części Wybrzeża Kości Słoniowej. Zapora i funkcjonująca w jej ramach elektrownia wodna zostały oddane do użytku w 1972 roku.
Maksymalna wysokość obiektu wynosi 58 metrów. Moc funkcjonującej w ramach obiektu elektrowni wodnej wynosi 174 MW (największa elektrownia wodna funkcjonująca w Wybrzeżu Kości Słoniowej).
Konsekwencją budowy zapory stało się powstanie jeziora Kossou, sztucznego zbiornika wodnego o maksymalnej powierzchni 1855 km² i pojemności 28,8 km³ (wartości teoretyczne, gdyż nigdy nie napełniono go do tak wysokiego poziomu).
Spiętrzenie zbiornika zaporowego wymusiło przesiedlenie około 85 tysięcy osób, należących do ludności Baoulé.